# Národní liga 1940/1941
Národní liga 1940/41 byla 3. ročníkem fotbalové ligy v období Protektorátu Čechy a Morava. Titul z minulého ročníku v ní obhájil SK Slavia Praha. Do tohoto ročníku postoupily dva nejlepší týmy z kvalifikačního turnaje - AFK Bohemia Vršovice a SK Libeň.

## Mistrovství Čech a Moravy
|    | Konečné pořadí       | Z  | V  | R | P  | GV | GO | TP  | B  |
| -- | -------------------- | -- | -- | - | -- | -- | -- | --- | -- |
|    | SK Slavia Praha      | 22 | 14 | 4 | 4  | 93 | 42 | +51 | 32 |
| 2  | SK Plzeň             | 22 | 12 | 2 | 8  | 63 | 57 | +6  | 26 |
| 3  | SK Pardubice         | 22 | 10 | 4 | 8  | 44 | 32 | +12 | 24 |
| 4  | AC Sparta Praha      | 22 | 11 | 2 | 9  | 53 | 40 | +13 | 24 |
| 5  | AFK Bohemia Vršovice | 22 | 11 | 1 | 10 | 47 | 43 | +4  | 23 |
| 6  | SK Kladno            | 22 | 9  | 4 | 9  | 52 | 49 | +3  | 22 |
| 7  | SK Baťa Zlín         | 22 | 9  | 4 | 9  | 49 | 57 | -8  | 22 |
| 8  | SK Prostějov         | 22 | 8  | 5 | 9  | 46 | 43 | +3  | 21 |
| 9  | SK Viktoria Plzeň    | 22 | 9  | 3 | 10 | 52 | 61 | -9  | 21 |
| 10 | SK Židenice          | 22 | 7  | 4 | 11 | 51 | 68 | -17 | 18 |
| 11 | SK Viktoria Žižkov   | 22 | 6  | 4 | 12 | 38 | 70 | -32 | 16 |
| 12 | SK Libeň             | 22 | 5  | 5 | 12 | 32 | 58 | -26 | 15 |

## Rekapitulace soutěže
| Národní liga 1940/41                      |                             |
|                                           |                             |
| Ocenění                                   |                             |
| Vítěz                                     | SK Slavia Praha (11. titul) |
| Vítězové domácích pohárů                  |                             |
| Český pohár                               | SK Slavia Praha             |
| Středočeský pohár                         | SK Slavia Praha             |
| Pohyb v soutěži                           |                             |
| Sestupující do divize                     | SK Viktoria Žižkov          |
|                                           | SK Libeň                    |
| Postupující do I. ligy                    | SK Olomouc ASO              |
|                                           | SK Polaban Nymburk          |
| Nejlepší střelec                          |                             |
| Josef Bican - (SK Slavia Praha) - 36 gólů |                             |

## Soupisky mužstev

### SK Slavia Praha
Alexa Bokšay (-/0/-),
Alois Bureš (2/0/-),
Vítězslav Deršák (1/0/-),
Karel Finek (-/0/-),
Miloslav Kubát (2/0/-) –
Josef Bican (22/39),
Václav Bouška (-/0),
Antonín Bradáč (14/2),
Vojtěch Bradáč (16/5),
Karel Černý (19/0),
Ferdinand Daučík (-/0),
Jaroslav Deršák (7/0),
Vratislav Fikejz (5/4),
Zdeněk Harnach (4/0),
Jindřich Holman (-/14),
Bedřich Jezbera (18/1),
Vlastimil Kopecký (-/21),
Josef Lemberk (1/0),
Otakar Nožíř (-/2),
Karel Průcha (-/0),
Čestmír Vycpálek (3/2),
Rudolf Vytlačil (-/2) –
trenér Emil Seifert

### SK Plzeň
Karel Poláček (22/0/1) -
Václav Fiala (-/0),
František Gibic (-/1),
Antonín Hájek (21/22),
František Hájek (-/19),
Karel Hykeš (-/0),
Zdeněk Janda (-/8),
František Kameník (-/0),
Ladislav Přibáň (-/0),
Josef Rak (-/4),
Jaroslav Rudert (-/6),
Alfréd Sezemský (-/4),
Josef Šafařík (-/0),
Oldřich Urban (-/0),
Rudolf Vacovský (-/0),
Josef Vrba (-/0),
Vilém Zlatník (-/0)

### SK Pardubice
Karel Horák (20/0/-),
Josef Němeček (-/0/-) –
Karel Doležal (-/1),
František Heřmánek (20/8),
Rudolf Chládek (-/3),
Josef Klus (-/0),
Arnošt Kreuz (-/1),
Václav Mrázek (-/0),
Miroslav Procházka (-/2),
František Ráliš (-/1),
Josef Sedláček (-/1),
Josef Skala (17/9),
Emanuel Slavíček (14/5),
Maxmilián Synek (17/0),
Ladislav Šimůnek (-/4),
Rudolf Toman (-/5),
Ladislav Vejtruba (-/1),
Jiří Zástěra (-/1),
Bohumil Zoubek (13/2)

### AC Sparta Praha
Otakar David (-/0/-),
František Sojka (-/0/-),
Vojtěch Věchet (-/0/-) –
Jaroslav Bouček (-/0),
Jaroslav Burgr (-/0),
Vladimír Čermák,
Josef Hronek (-/4),
Čestmír Hudec (-/0),
Karel Kolský (-/0),
Josef Košťálek (-/0),
Josef Ludl (-/11),
Alexandr Manda (-/4),
Oldřich Nejedlý (-/5),
Vlastimil Preis (-/5),
Jan Říha (-/10),
Karel Senecký (-/5),
Ladislav Snopek (-/0),
Jaroslav Štumpf (-/0),
Bohuslav Vyletal (-/1),
Vilibald Weissel (-/0),
Josef Zeman (12/7) –
trenér Josef Kuchynka

### Bohemia AFK Vršovice
Michail Kaljakin (1/0/-),
František Lacina (16/0/-),
Emil Ludvík (4/0/-),
Ladislav Rosenbaum (1/0/-) –
Emil Anger (21/1),
Josef Babulenka (5/0),
Otakar Češpiva (21/0),
Jiří Chvojka (19/9),
Ladislav Kareš (21/23),
Josef Kloubek (22/0),
Antonín Lanhaus (21/0),
František Mlejnský (12/0),
František Mošnička (16/1),
Jaroslav Panec (1/0),
Miroslav Procházka (17/4),
Leopold Prokop (10/1),
Jindřich Rydval (14/0),
Josef Sedláček (16/8),
František Stolař (2/0),
Miroslav Šnábl (2/0) –
trenér Ladislav Ženíšek

### SK Kladno
Jan Biskup (-/0/-),
Vladimír Leština (-/0/-) –
Josef Holman (-/9),
Josef Junek (-/6),
František Kloz (3/3),
František Kroupa (-/0),
František Kusala (-/0),
Jaroslav Liška (-/8),
Václav Nový (-/0),
Josef Piskáček (1/0),
František Rašplička (-/4),
Vojtěch Rašplička (-/4),
Jan Seidl (-/16),
Václav Souček (-/0),
Emanuel Šmejkal (-/0),
Karel Vosátka (-/1) –
trenér Otakar Škvain-Mazal

### SK Baťa Zlín
Stanislav Parák (22/0/5) –
Rudolf Bartonec (-/11),
Karel Bernášek (-/2),
Jindřich Čermák (-/3),
Ludvík Dupal (-/0),
Dvořák (4/0),
Josef Humpál (20/10),
Vojtěch Kastl (14/6),
Rudolf Kos (-/0),
Jaroslav Kulich (21/0),
Karel Michlovský (7/3),
Gustav Moravec (-/1),
Bohumil Musil (-/0),
Miloslav Novák (-/0),
Josef Pastrňák (-/2),
Josef Pilát (-/3),
Gustav Prokop (-/0),
Jaroslav Riedl (-/0),
Rudolf Rössler (-/0),
František Stejskal (4/0),
Jan Šedivý (-/0),
Zdeněk Tomášek (11/5),
Anton Ujváry (7/0),
Jan Vavrač (-/0),
Rudolf Večeřa (-/0),
Milan Zapletal (1/0),
Karel Zeissberger (10/1)

### SK Prostějov
Evžen Jurka (1/0/0),
František Šrám (21/0/6) –
Alois Cetkovský (19/0),
Rudolf Drozd (7/0),
Bedřich Frömmel (15/0),
Jiří Gazda (1/0),
Karel Hrdina (4/0),
Radoslav Hrdina (3/0),
Oldřich Juříček (21/9),
Miroslav Králík (3/1),
Josef Kula (21/5),
Miloš Kýr (22/0),
Vilém Lugr (3/0),
Jan Melka (21/13),
Ivan Milkin (19/0),
Josef Omachlík (19/0),
Vladimír Palát (20/9),
Jan Pavelka (15/7),
Vojtěch Smékal (7/1) –
trenér František Lánský

### SK Viktoria Plzeň
... Nachman (-/0/-),
Adolf Štojdl (-/0/-) –
Vladimír Benc (-/0),
František Berka (-/0),
Jaroslav Bešťák (-/0),
Vladimír Bína (-/9),
Václav Čepelák (-/0),
Josef Fail (-/4),
Vladimír Hönig (-/5),
Josef Hořínek (-/0),
Rudolf Hyrman (-/0),
Václav Lavička (-/4),
Karel Mestl (-/0),
Gustav Moravec (-/2),
Bohumil Mudra (-/1),
Vladimír Perk (-/18),
Rudolf Sloup (-/3),
Václav Szaffner (-/0),
Miloslav Štekl (-/4),
Karel Trávníček (-/0),
Antonín Vališ (-/0),
Jaroslav Vlček (-/0)

### SK Židenice
Jaroslav Dědič (11/0/0),
Jaroslav Proch (10/0/1),
... Šnábl (1/0/0) –
František Buchta (6/1),
Jaroslav Červený II (20/6),
Josef Čurda (8/0),
Josef Galáb (9/1),
Zdeněk Harnach (4/0),
Bohumil Chocholouš (16/0),
Rostislav Kocourek (1/0),
Ludvík Koubek (22/0),
Jaroslav Kratochvíla (6/0),
Rudolf Krejčíř (15/4),
Oldřich Rulc (22/7),
Ferdinand Růžička (22/0),
Jan Stloukal (15/2),
František Štěpán (10/6),
Eduard Vaněk (22/4),
Miroslav Vaněk (1/0),
Čestmír Vycpálek (11/14),
František Zapletal (10/7) –
trenéři Josef Kuchynka a Rudolf Křenek

### SK Viktoria Žižkov
Václav Benda I (-/0/-),
Jaroslav Kraus I (-/0/-) –
Josef Bouška (11/8),
Vratislav Čech (-/3),
Jindřich Čermák (6/1),
Josef Čihák (-/0),
Karel Hloušek (-/9),
Adolf Hrabák (3/0),
Bohumil Chmelař (2/1),
Jiří Jouza (-/0),
Václav Kaiser (11/3),
Václav Koštěl (4/0),
František Křišťál (14/6),
Karel Michálek (2/0),
Alois Mourek (-/0),
Václav Průša (-/2),
Alois Pszczolka (9/2),
Josef Randák (-/0),
Karel Slavík (1/0),
Václav Strejček (-/0),
Alois Velický (-/0),
Karel Votruba (-/1),
Oldřich Zajíček (-/2) –
trenér Václav Benda

### SK Libeň
Emil Ludvík (-/0/-),
Karel Kopecký (-/0/-) –
Ladislav Beneš (-/0),
Miroslav Bruderhans (-/1),
Otto Bureš (11/8),
Jiří Cihelka (-/1),
Ladislav Čulík (-/2),
Antonín Filip (-/4),
Josef Galáb (-/0),
Oldřich Halama (-/1),
Jaroslav Junek (-/1),
Jindřich Krammer (-/0),
Antonín Krenk (-/0),
Vlastimil Luka (-/2),
Miroslav Nechutný (-/3)
Bohumil Pospíšil II (-/0),
Jan Rozkovec (-/0),
Josef Uher (-/6),
Oldřich Vlasák (-/2),
Karel Vokoun (-/0),
Antonín Záhora (-/0) 